# Thalpomys
Genre
Thalpomys est un genre de rongeur de la famille des Cricétidés.

## Liste des espèces
- Thalpomys cerradensis Hershkovitz, 1990
- Thalpomys lasiotis Thomas, 1916